# Michał Belina-Czechowski
 Michał Belina-Czechowski (Krakkó környéke, 1818 – Bécs, 1876) lengyel származású adventista misszionárius, az adventizmus európai úttörője. Nevéhez fűződnek az első európai adventista gyülekezetek alapításai.

## Élete

### Korai évei
Lengyelországban, Krakkó környékén született. 1835-ben a ferences rendbe lépett és pap lett. Rómában 1844 őszén találkozott XVI. Gergely pápával is, remélve, hogy megerősíti hitét; a találkozó azonban még inkább meggyőzte arról, hogy a katolikus egyház mennyire korrupt. 1850-ben kilépett az egyházból. Ugyanebben az évben megnősült, majd feleségével 1851-ben emigrált az Egyesült Államokba.

### Amerikában
Amerikában egy éven belül kapcsolatba lépett a baptistákkal, majd körülbelül három évig baptista prédikátor lett New York állam északi részén a francia nyelvűek körében.
1856-ban találkozott az adventistákkal, majd James White és mások prédikálásának hatására a következő évben megkeresztelkedett, csatlakozott hozzájuk. 
1858 nyarán kinevezték, hogy prédikáljon az észak-New York-i francia ajkú csoportok között, ahol korábban baptista prédikátorként dolgozott. James White adományt kért a Review című adventista újság olvasóitól, hogy segítse a szegénység sújtotta Czechowski családot a jelzálog fizetésében és a rendezésben.
Számos más prédikátorral dolgozott együtt New York és Vermont állam és a kanadai határ menti területeken, de kevesebb mint két év után, 1860-ban otthagyta posztját és New York városába költözött. A városi missziója során Brooklynban egy adventista gyülekezetet alapított, majd 1862-ben kiadott egy könyvet is a korábbi európai tapasztalatairól, Thrilling and Instructive Developments címmel.
Megpróbálta rábeszélni az újonnan megszervezett Hetednapi Adventista Egyházat, hogy küldje őt Olaszországba misszionáriusként, és remélte, hogy új hitét végül szülőföldjén, Lengyelországban is terjesztheti. Az egyház vezetése azonban nem volt hajlandó kiküldeni őt, mert úgy vélték, hogy nem erős a hitében.
Bostonba utazott, ahol találkozott az Adventi Keresztény Egyház vezetőivel és rávette őket, hogy támogassák őt misszionáriusként az Európába való útját. 1864-ben feleségével és egy hívővel távozott is az óvilágba.

### Itáliában és Svájcban
Európai első évét Itália Piemont régiójában prédikálással töltötte. A helyi papok akadályoztatása miatt azonban hamarosan Svájcba kényszerült. Tanításaiban főleg a hetedik nap szombatjára és a bibliai próféciák adventista nézetű megértésére összpontosított, Dániel és a Jelenések könyvére.
Közel 60 tagú gyülekezetet alapított a svájci Tramelanban, valamint máshol számos más kisebb csoportot. Ugyanakkor nem árulta el az alapított közösségeknek az adventisták egyik ágának a létét sem, (sem a hetednapit, sem az adventi keresztényét) csupán azt ismertette, hogy tanításai "a Bibliából származnak".
Később a svájci szombatünneplők felvették a kapcsolatot a Battle Creek-i adventista egyházvezetéssel.

### Magyarországon
1869 januárjában érkezett Bécs felől Pest-Budára és kicsit több mint egy évig Magyarországon tartózkodott. Mint írta Svájctól Münchenig, majd Bécsig jelentős költségei voltak, ezért lehetetlen volt számára evangelizáló előadást tartania, hogy kibéreljen egy termet, így házról-házra járt kis családi összejöveteleket tartva. Majd arról írt, hogy Pesten és környékén szent missziómunkánk lassan halad, mert mindenkit lefoglal a nehéz munka, hogy fenn tudja tartani magát. Miközben saját magának is kétkezi munkával kellett a megélhetését előteremteni. Munkálkodott Pesten, Budán, Újpesten, Rákoson, Dunakeszin, Vácon is.
1869 őszén Erdélyben kezdte meg a misszióját. Meglátogatta Tordát, Patát, Kolozst, Kolozsvárt, Szamosújvárt, Dést, Bethlent, Besztercét, amely településeken szintén házról-házra járt; mint írja: „jó eredménnyel”. Beszélt Krisztus második eljöveteléről, a spiritizmus veszélyéről stb. Prédikálta Krisztus evangéliumát, a hátán nehéz könyvcsomagot cipelve.
Munkájának eredményéről se Magyarországon, se Erdélyben nincsen részletesebb információnk.

### Élete végén
Több évig dolgozott Romániában, ahol főleg a román nyelvtudásának hiánya akadályozta. Ennek ellenére pl. Piteștiben 12 embert nyert meg, de az adventisták amerikai létéről tovább sem beszélt. Ezen hívők egyike később kapcsolatba lépett a Svájcban működő első hivatalos adventista misszionáriussal, J.N. Andrews-szal.
Czechowski 1876 februárjában a nélkülözésektől meggyötörve, magányosan hunyt el Bécsben.